# Darvault
Darvault és un municipi francès, situat al departament de Sena i Marne i a la regió de Illa de França. L'any 2019 tenia 896 habitants.
Forma part del cantó de Nemours, del districte de Fontainebleau i de la Comunitat de comunes Pays de Nemours.

## Demografia
El 2007 la població tenia 784 habitants. Hi havia 320 famílies. El 2007 hi havia 410 habitatges, 327 eren habitatges principals, 57 segones residències i 27 desocupats. La població ha evolucionat segons el següent gràfic:

## Economia
El 2007 la població en edat de treballar era de 498 persones, 358 eren actives i 140 eren inactives. De les 358 persones actives 334 estaven ocupades (180 homes i 154 dones) i 24 estaven aturades (12 homes i 12 dones). De les 140 persones inactives 62 estaven jubilades, 50 estaven estudiant i 28 estaven classificades com a «altres inactius».
El 2007, hi havie dues empreses extractives, una empresa alimentària, dues de fabricació de material elèctric, i empreses de serveis de proximitat i del sector de la construcció…
L'any 2000 hi havia tres explotacions agrícoles i una escola elemental.